# Meiko Satomura
Meiko Satomura (* 17. November 1979 in Niigata, Japan) ist eine japanische Wrestlerin. Sie steht derzeit bei der WWE unter Vertrag und tritt regelmäßig in deren Show NXT UK auf. Ihr bislang größter Erfolg ist der Erhalt der NXT UK Women’s Championship.

## Wrestling-Karriere

### Independent-Szene (seit 1995)
Am 15. April 1995 gab sie ihr Wrestling-Debüt und gewann gegen Sonoko Kato. Am 2. November 1996 besiegte sie zusammen mit Kato Sugar Sato und Chikayo Nagashima, um die ersten AAAW Tag Team Champions zu werden. Nach der Schließung von Gaea Japan gründete Satomura mit Jinsei Shinzaki die Promotion Sendai Girls' Pro Wrestling. Am 23. September 2009 nahm Satumora, zusammen mit Kaoru und Tomoko Kuzumi, am Splash J & Running G Turnier teil. Im Halbfinale besiegte Satumoras Team die Dynamite Kansai, Makie Numao und Yasuko Kuragaki, und erreichte das Finale. Im Finale besiegten sie das Team von Hikari Fukuoka, Kanako Motoya und Sonoko Kato, um das Splash J & Running G Turnier zu gewinnen.

### World Wrestling Entertainment (seit 2020)
Am 27. Oktober 2020 wurde bekannt gegeben, dass Satomura einen Vertrag bei der WWE unterschrieben hat. Am 28. Januar 2021 gab sie ihr Fernseh-Debüt. Ihr In-Ring-Debüt gab sie am 11. Februar 2021, wo sie Isla Dawn besiegte. Am 10. Juni 2021 gewann sie die NXT UK Women’s Championship, hierfür besiegte sie Kay Lee Ray. Die Regentschaft hielt 451 Tage, sie verlor den Titel am 4. September 2022 bei Worlds Collide (2022) an Mandy Rose.

## Titel und Auszeichnungen
- World Wrestling Entertainment
  - NXT UK Women’s Championship (1×)

- Chikara
  - King of Trios (2016) mit Cassandra Miyagi und Dash Chisako

- DDT Pro-Wrestling
  - KO-D Openweight Championship (1×)
  - KO-D 6-Man Tag Team Championship (1×) mit Chihiro Hashimoto und Dash Chisako

- Fight Club: PRO
  - FCP Championship (1×)

- Gaea Japan
  - AAAW Single Championship (2×)
  - AAAW Junior Heavyweight Tag Team Championship / AAAW Tag Team Championship (3×) mit Sonoko Kato, Ayako Hamada und Chikayo Nagashima
  - Hustling Cup (1996)
  - High Spurt 600 (1998, 2001)
  - Splash J & Running G (1995) mit Kaoru and Tomoko Kuzumi

- Progress Wrestling
  - Progress World Women's Championship (1×)

- Sendai Girls' Pro Wrestling
  - Sendai Girls World Championship (1×)
  - Joshi Puroresu Dantai Taikou Flash Tournament (2011)

- Tokyo Sports
  - Joshi Puroresu Grand Prize (2013)

- Westside Xtreme Wrestling
  - Femmes Fatale Tournament (2018)

- World Wonder Ring Stardom
  - World of Stardom Championship (1×)
  - Stardom Year-End Award (1×)
  - Best Match Award (2015) mit Io Shirai